# Johannes Felsenstein
Johannes Felsenstein (* 19. August 1944 in Berlin; † 30. Oktober 2017 in Glienicke/Nordbahn) war ein deutscher Opernregisseur sowie von 1991 bis 2009 Intendant des Anhaltischen Theaters Dessau.

## Leben und Karriere
Johannes Felsenstein war ein Sohn des Gründers und langjährigen Intendanten der Komischen Oper Berlin, Walter Felsenstein. Er hatte dadurch seit frühester Kindheit Kontakt zum Musiktheater. Nach dem Abitur in Berlin (West) studierte er drei Jahre an der Musikhochschule „Hanns Eisler“ in Berlin (Ost) die Fachrichtung Regie.
Johannes Felsenstein erlernte das Regiehandwerk auch bei seinem Vater und war ab 1973 Assistent an der Berliner Komischen Oper, vorwiegend bei seinem Vater, aber auch bei Joachim Herz, Götz Friedrich, David Pountney und Harry Kupfer. 1974 erfolgte sein Regiedebüt an der Komischen Oper in dem Musical Das Himmelbett (I do! I do!). Daneben trat er auch als Darsteller auf, so in der Inszenierung seines Vaters Der Fiedler auf dem Dach. 1985 verließ er die Komische Oper und arbeitete als Gastregisseur in Leipzig, Weimar, Karlsruhe, Darmstadt, Aachen und Saarbrücken. Daneben trat er auch als Übersetzer von Opern und Musicals aus dem Englischen hervor. Am Deutschen Nationaltheater Weimar beispielsweise brachte er in eigener Übersetzung Alexis Sorbas von Fred Ebb und John Kander sowie eine eigene Fassung von Candide heraus. Durch seine persönlichen Kontakte zu Leonard Bernstein, Elia Kazan, Jerome Robbins, John Kander, Fred Ebb und John Morris wurde Johannes Felsenstein für das Genre Musical und für amerikanische Musik stark beeinflusst und inspiriert.
Johannes Felsenstein assistierte seinem Vater auf Tagungen des Internationalen Theaterinstituts (ITI; einer Unterabteilung der UNESCO) im Ausland, führte mit ihm Seminare an Hochschulen und Universitäten in den USA durch und war Assistent bei Walter Felsensteins Wallenstein-Inszenierung anlässlich der Olympischen Spiele 1972 in München. Aufgrund der politischen Zustände in der damaligen DDR ging er 1988 ein Engagement in der Bundesrepublik ein.
Nachdem Felsenstein von 1988 bis 1991 als Oberspielleiter und Chefregisseur für Musiktheater in Bremerhaven gearbeitet hatte, wurde er im Dezember 1991 als Intendant des Landestheaters Dessau (heute: Anhaltisches Theater Dessau) berufen, von 1996 bis zum Ende seines Vertrags 2009 mit dem Titel Generalintendant.
In Dessau war er auch als Chefregisseur tätig und inszenierte Die Kluge, Orpheus in der Unterwelt (1992/93), Anna Bolena, Die beiden Foscari, Die Räuber, La Traviata (1993/94), Fidelio, Così fan tutte (1994/95), Othello (1995), Die lustigen Weiber von Windsor (1995/96), Salome, Luisa Miller (1996/97), La Bohème, Der fliegende Holländer (1997/98), Tosca, Il Campiello (1998/99), Jenůfa, Der Kuhhandel, Johanna d’Arc (1999/2000), Der Freischütz (2000/01), Zar und Zimmermann, Katja Kabanowa (2001/02), Carmen, Hochzeit des Figaro (2002/03), Rusalka, Don Carlos (2003/04), Johanna d’Arc, Die Räuber, Luisa Miller (2004/05), im Zusammenhang als „Verdi-Schiller-Zyklus“, Don Giovanni, Tristan und Isolde (2005/06), Die Zauberflöte, Mignon (2006/07), Hänsel und Gretel, Macbeth und Parsifal (2007/08) sowie Fidelio und Elektra (2008/09).
Johannes Felsenstein wohnte in Glienicke/Nordbahn bei Berlin. Er war verheiratet und hatte zwei Töchter. Er starb am 30. Oktober 2017 in Glienicke/Nordbahn im Alter von 73 Jahren.